# Федварьская волость
Федварьская волость — административно-территориальная единица Александрийского уезда Херсонской губернии.
По состоянию на 1886 год состояла из единственного поселения, единственного сельского общества. Население 4927 человек (2391 мужского пола и 2536 женского), 833 дворовых хозяйства.
|                        | Площадь | В том числе пахотной |
| ---------------------- | ------- | -------------------- |
| Сельских общин         | 8583    | 522                  |
| Частной собственности  | -       | -                    |
| Казённой собственности | 760     | 191                  |
| Другой собственности   | 50      | 40                   |
| Всего                  | 9393    | 5953                 |

Поселение волости:
- Федварь — село при реке Вершино-Севериновка в 70 верстах от уездного города, 4927 человек, 819 дворов, православная церковь, школа, 4 магазина, винный склад, базар каждый вторник и субботу.